# 酬恩庵
酬恩庵（しゅうおんあん）は、京都府京田辺市にある臨済宗大徳寺派の寺院。山号は霊瑞山。本尊は釈迦如来。一休寺（いっきゅうじ）または「薪（たきぎ）の一休寺」とも称される。枯山水の石庭や一休宗純の木像のほか、納豆の一種である「一休寺納豆」でも有名。

## 歴史
正応年間（1288年 - 1293年）に南浦紹明（大応国師）が開いた妙勝寺が前身である。元弘年間（1331年 - 1334年）に兵火にあって衰退していたのを、康正2年（1456年）に一休宗純が草庵を結んで中興し、宗祖の遺風を慕い師恩に酬いる意味で酬恩庵と号した。一休は大徳寺の住持となってからも当庵から大徳寺へ通っている。その後、一休は文明13年11月21日（1481年12月12日）、88歳で亡くなるまで森女（森侍者）とここで過ごし、臨終の際には「死にとうない」と述べたと伝わる。なお、金春禅竹が総門の前で一休のために能を演じたという。
慶長19年（1614年）の大坂冬の陣の際、前田利常が当庵で休息している。
慶安3年（1650年）、前田利常が伽藍を再興した。狩野探幽によって描かれた障壁画43面を納め、江戸幕府から朱印状が与えられている。なお、2017年（平成29年）に同庵で発見された文書により、この再興には利常の家臣であり、六角義治の養子である佐々木定治が関与していることが明らかになり、合わせてこの人物が江戸時代前期の六角氏宗家の当主であったことが判明した。当庵には義治の父六角義賢の墓がある。

## 境内

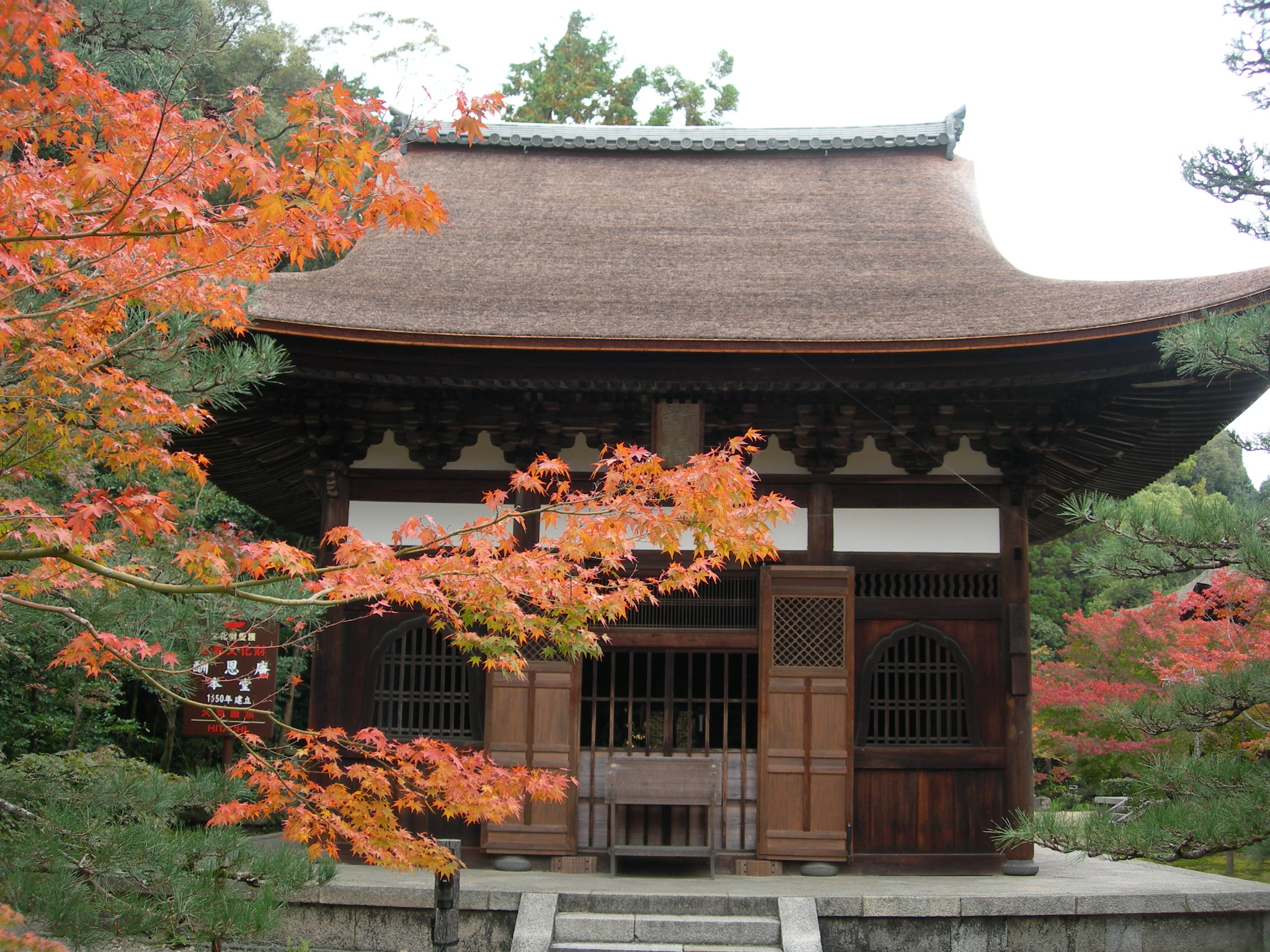
本堂（重要文化財）

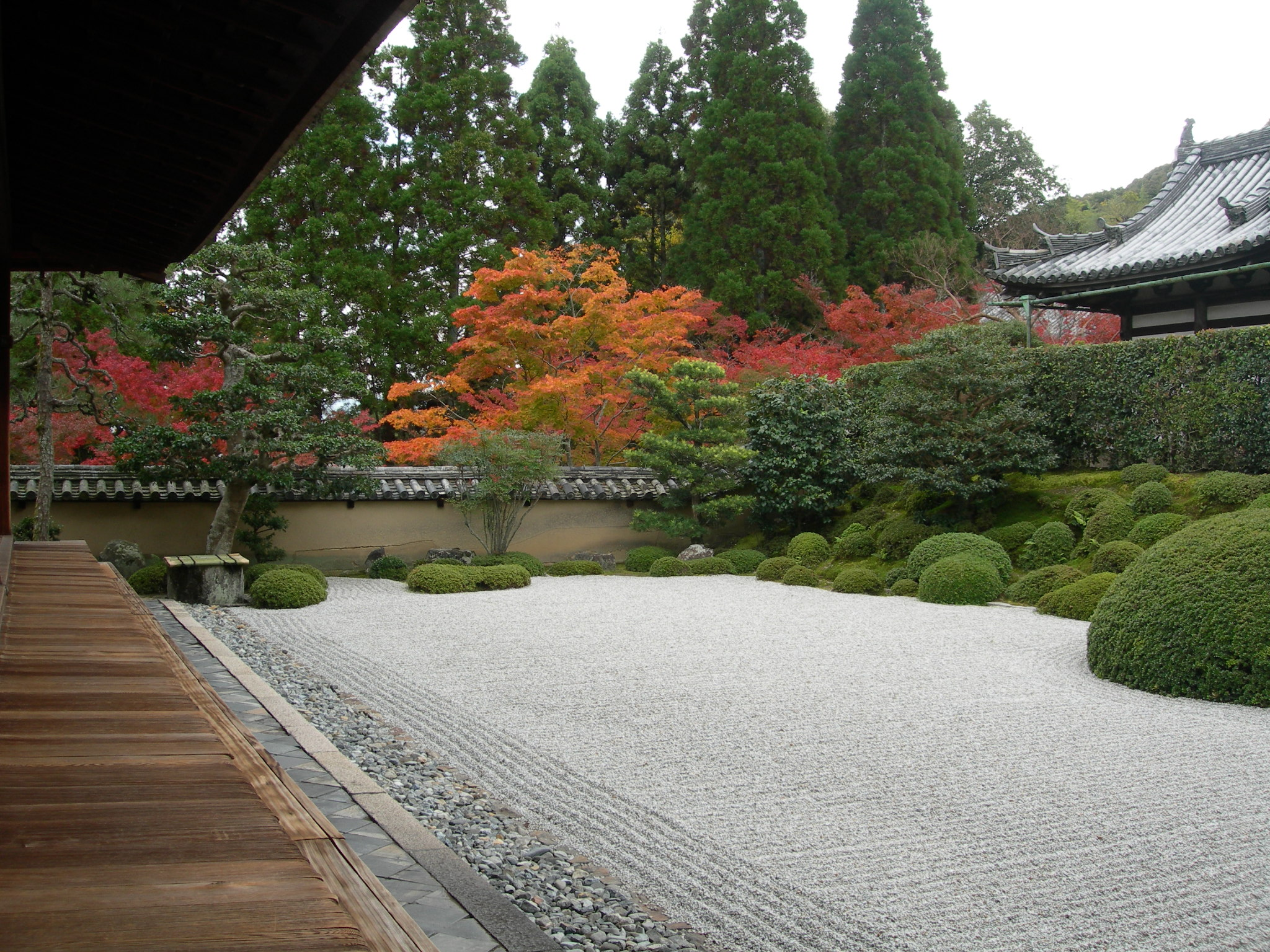
方丈南庭（国の名勝）

- 本堂（法堂、重要文化財） - 仏殿とも呼ばれる。永享年間（1429年 - 1441年）に室町幕府将軍足利義教によって建てられた禅宗様仏殿。
- 開山堂（大応堂） - 1912年（大正元年）に改築されたが、内部は以前のままである。妙勝寺開山南浦紹明（大応国師）の木像が安置されている。この木像は一休宗純が妙勝寺を再建した際に安置したものである。
- 少年一休像
- 二十世紀の森 - 一休酬恩会が1999年（平成11年）に造園したもの。
- 「このはしわたるべからず」の橋 - 一休とんち話で有名な橋が掛けられている。
- 羅漢像 - 地元住民が作製した多くの石像が置かれている。
- 能楽観世流三代観世三郎元重（音阿弥）の墓 - 音阿弥は深く一休に帰依していたといわれ、その墓石は観世織部清興が文化2年（1815年）に建立した。
- 十五代観世元章の墓
- 十九代観世織部清興の墓
- 六角義賢（佐々木承禎）の墓
- 六角氏一族の墓
- 弓木多摂津守の墓
- 茶人寸松庵の墓
- 宝蔵（宝物殿）
- 大雲軒
- 茶室
- 裏門
- 唐門
- 鐘楼（重要文化財） - 慶安3年（1650年）に前田利常により修復。梵鐘は元和9年（1623年）造。
- 中門（京都府指定有形文化財）
- 東司（重要文化財） - 慶安3年（1650年）に前田利常により再建。
- 庫裏（重要文化財） - 慶安3年（1650年）に前田利常により再建。
- 書院
- 唐門（玄関、重要文化財） - 慶安3年（1650年）に前田利常により再建。
- 方丈（重要文化財） - 慶安3年（1650年）に前田利常により再建。内部襖絵は江戸時代初期の画家狩野探幽の筆によるもの。今あるのは複製で本物は宝物殿にある。重要文化財の木造一休和尚坐像が仏間・昭堂に安置されている。一休の没年である文明13年（1481年）の作。頭髪と髭を植え付けた跡があり、一休の遺髪を植えたと伝えられている。一休の高弟墨済によるものである。
- 方丈南庭（国指定名勝） - 白砂の大海を現した庭園。方丈の3つの庭園は松花堂昭乗、佐川田喜六、石川丈山の合作といわれている。
- 方丈東庭（国指定名勝） - 十六羅漢の様子を現した庭園。
- 方丈北庭（国指定名勝） - 枯滝落水の様子を現した蓬莱庭園。
- 虎丘庵（京都府指定有形文化財） - 虎丘の名は南宋の禅僧虎丘紹隆に由来する。応仁の乱の戦禍が波及してきたため一休74歳の時、応仁元年（1467年）9月、京都の東山から移築されたもので、江戸時代初期に修復されている。扁額「虎丘」は一休による筆。茶室造りの静寂穏雅の建物で屋根は檜皮葺。茶祖村田珠光をはじめ柴屋軒宗長、金春禅竹等の文化人がこの庵を訪ねて当時の文化サロン的役割を担った。
- 虎丘庭園（国指定名勝） - 虎丘庵の周囲にある室町時代の禅院枯山水庭園で作者は村田珠光と伝えられている。
- 宗純王廟 - 一休禅師墓所。宮内庁が後小松天皇落胤説に基づき陵墓（宗純王廟）として管理しているため、門内への一般の立ち入り・参拝は不可である。ただし門の扉にある菊花紋章の透かし彫から中を窺うことは可能である。
  - 法華堂 - 内部に一休禅師の墓がある。一休は文明13年（1481年）11月21日に88歳で当庵で死去したが、これに先立って文明7年（1475年）に寿塔が建立された。この寿塔は、一休の敬慕する宋の慈明禅師と楊岐禅師の名を取って「慈揚塔」と名付けられた。今日の建物は「法華堂」と改称されている。
  - 庭園 - 村田珠光作と伝えられる室町時代の古風を表す禅院式枯山水庭園。
  - 表門
- 浴室（重要文化財） - 慶安3年（1650年）に前田利常により修復。桁行5間、梁間3間、切妻造、妻入、本瓦葺の建物。本尊は入浴時に悟りを開いた跋佗婆羅である。内部は蒸し風呂となっている。
- 絵馬奉納所 - 酬恩庵では元日生まれの一休に因んで、毎年1月の最終日曜日に絵馬の祈祷奉納が行われている。絵馬にはその1年間の自らの誓いごとを記して奉納し、奉納者は一休が名前の由来となった善哉を食する。
- 三本杉 - 境内には一休が植えたとされる樹齢500年以上の三本杉がかつて生えていた。一説には一休と蜷川新右衛門と蓮如上人がそれぞれ1本ずつ植えたといわれる。1961年（昭和36年）の第二室戸台風で倒れたため、1965年（昭和40年）秋、その跡地に2代目が植樹された。
- 江庵
- 待月軒
- 総門（京都府指定有形文化財） - 総門前には金春禅竹の屋敷があったとされる。

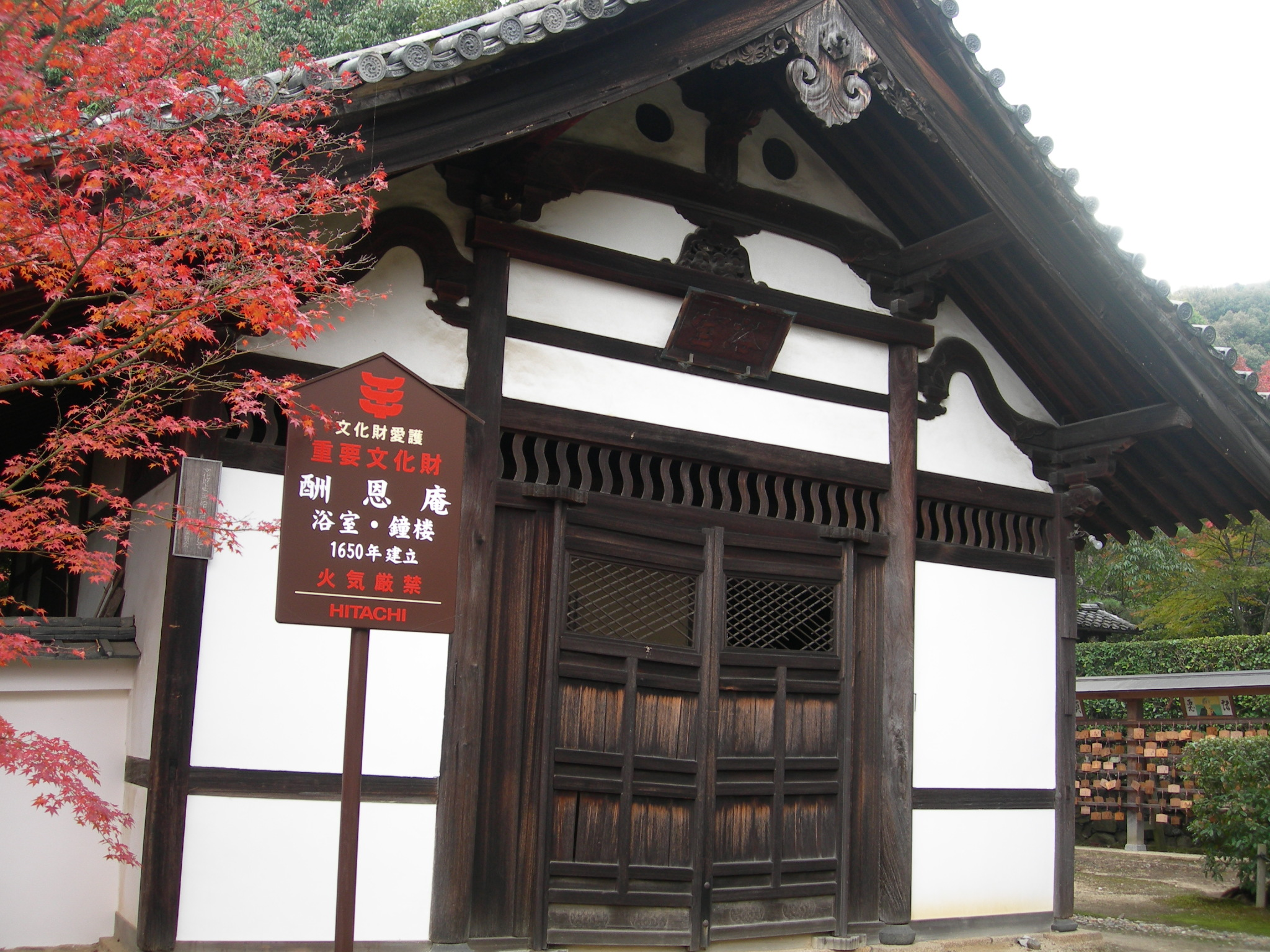
浴室（重要文化財）
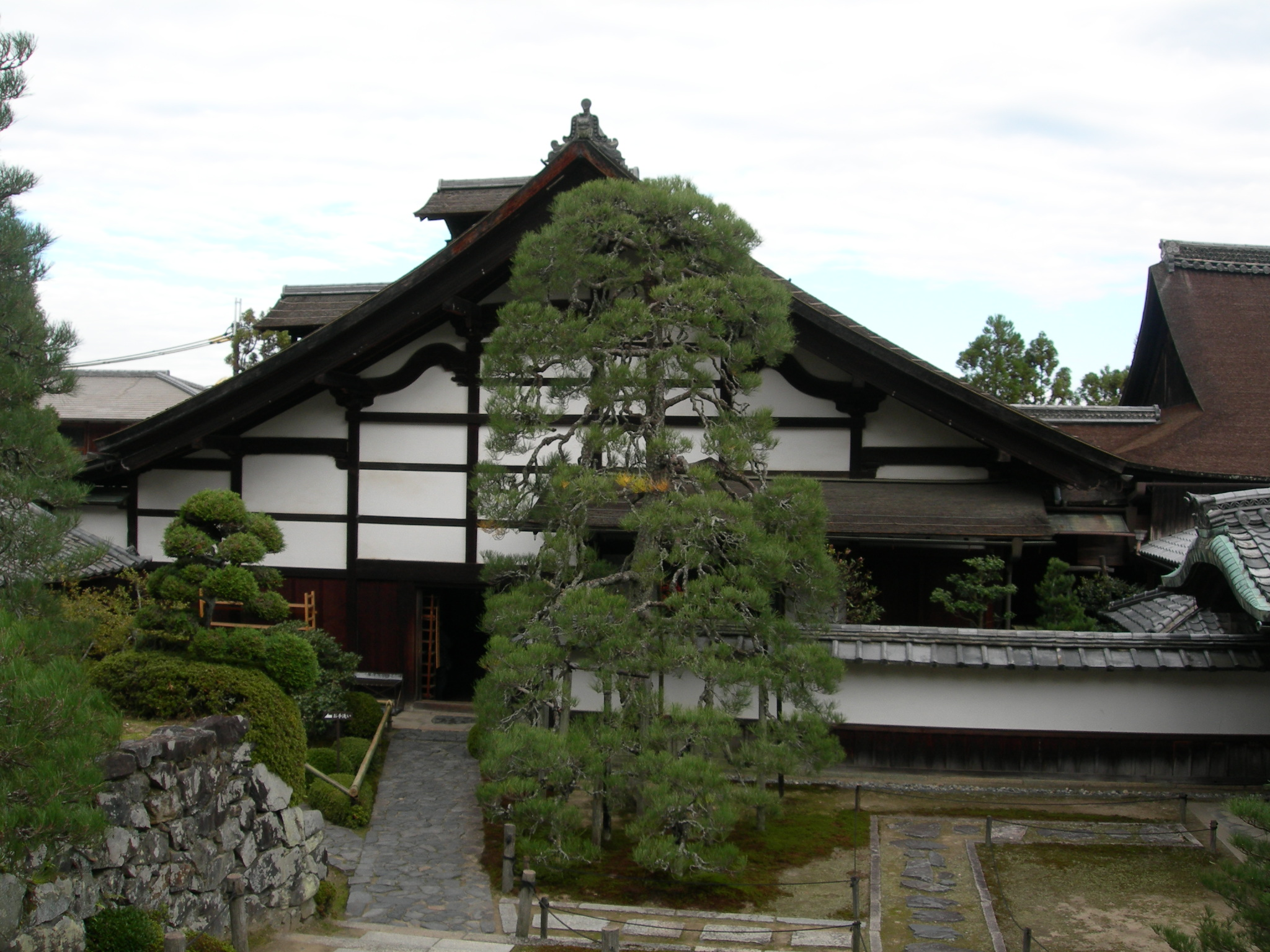
庫裏（重要文化財）
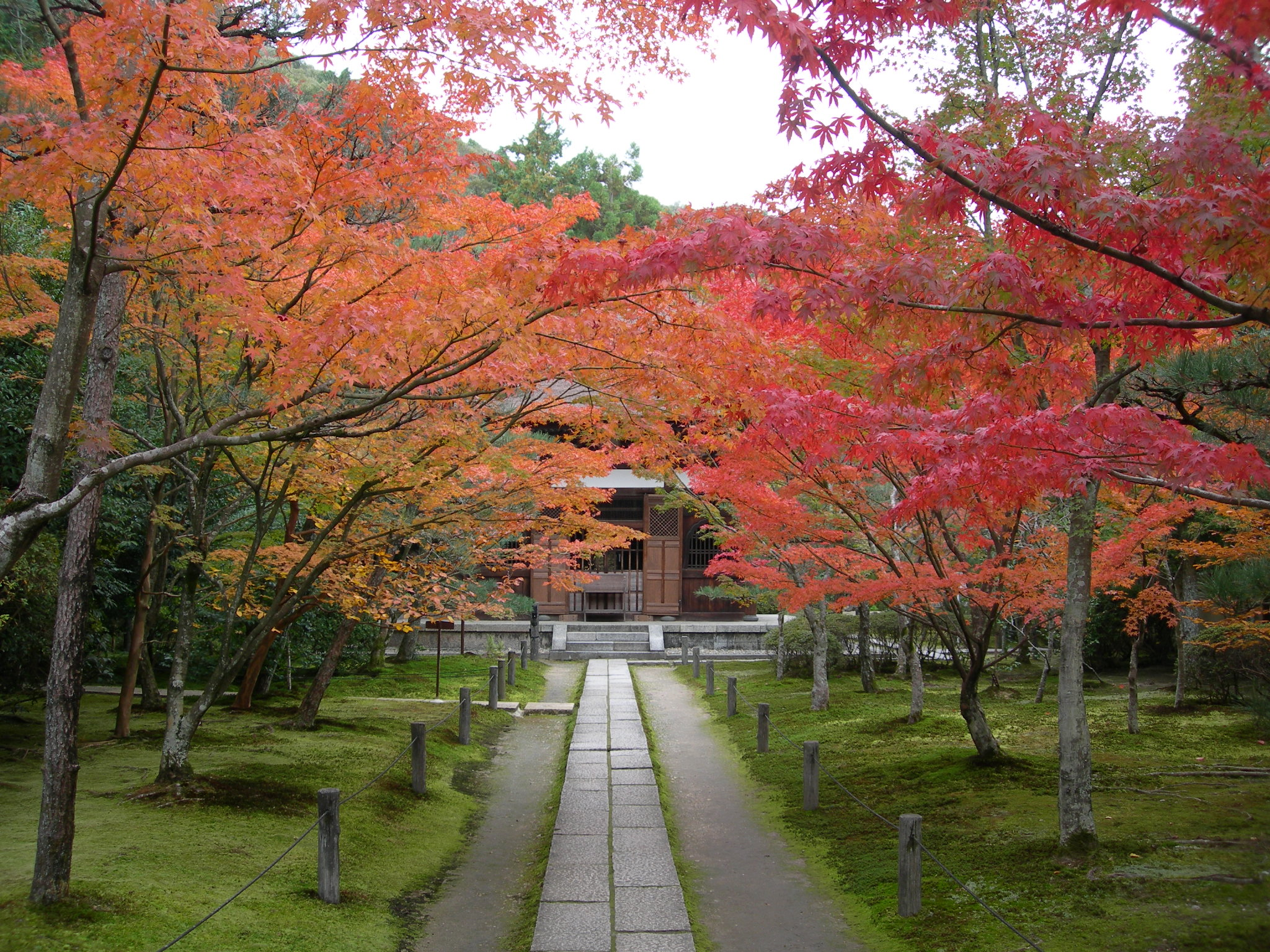
本堂への参道
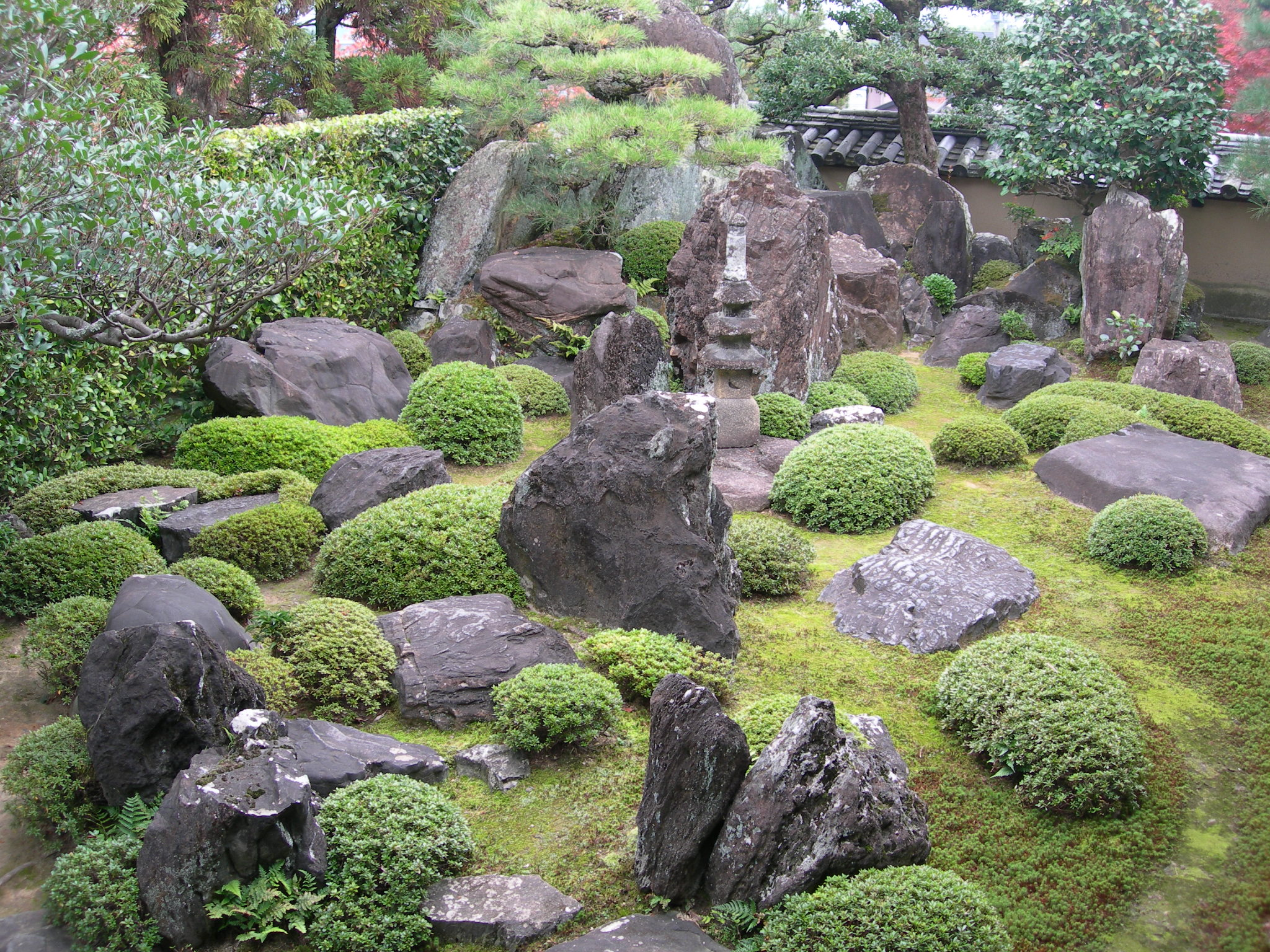
方丈北庭
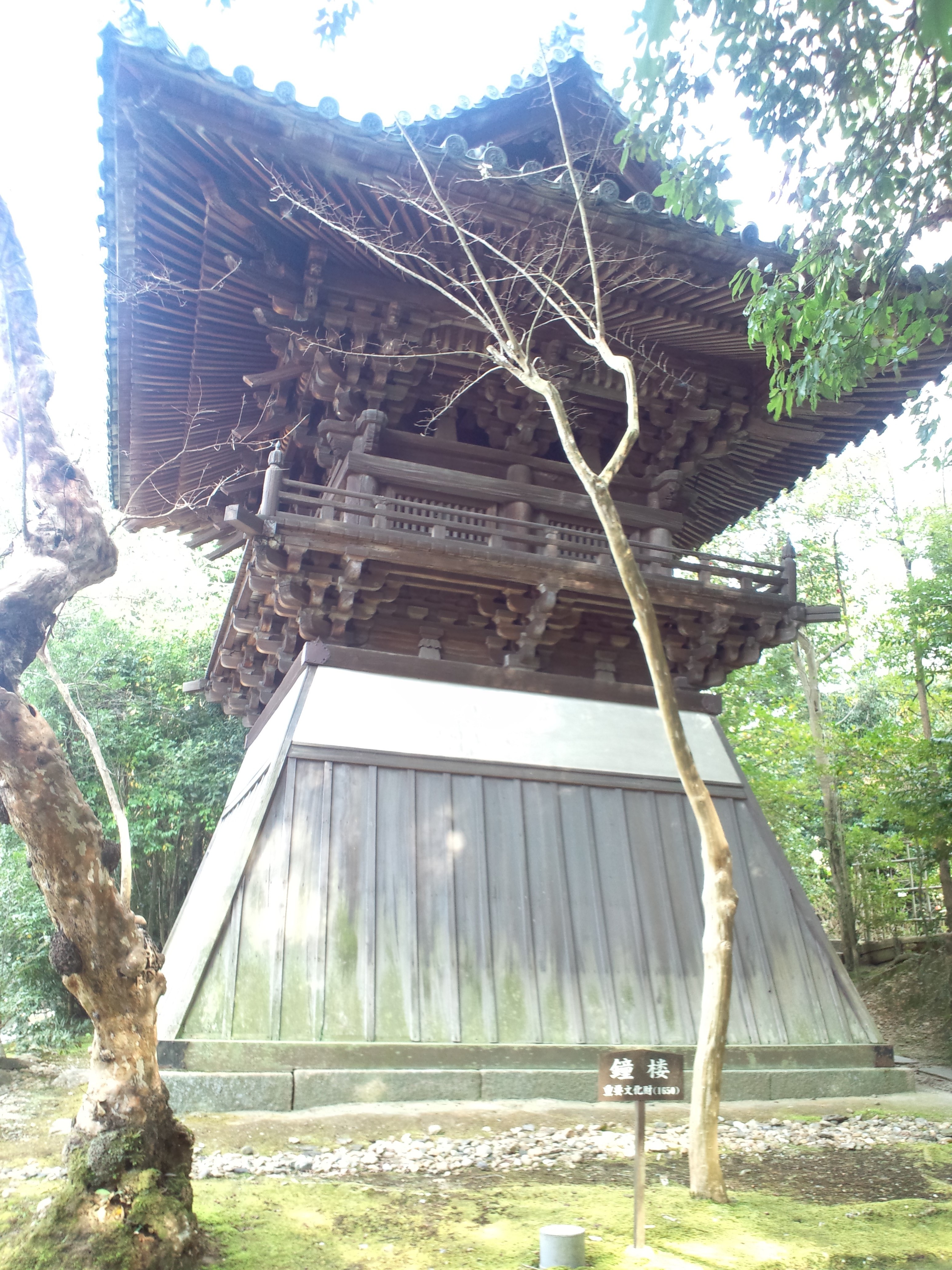
鐘楼（重要文化財）
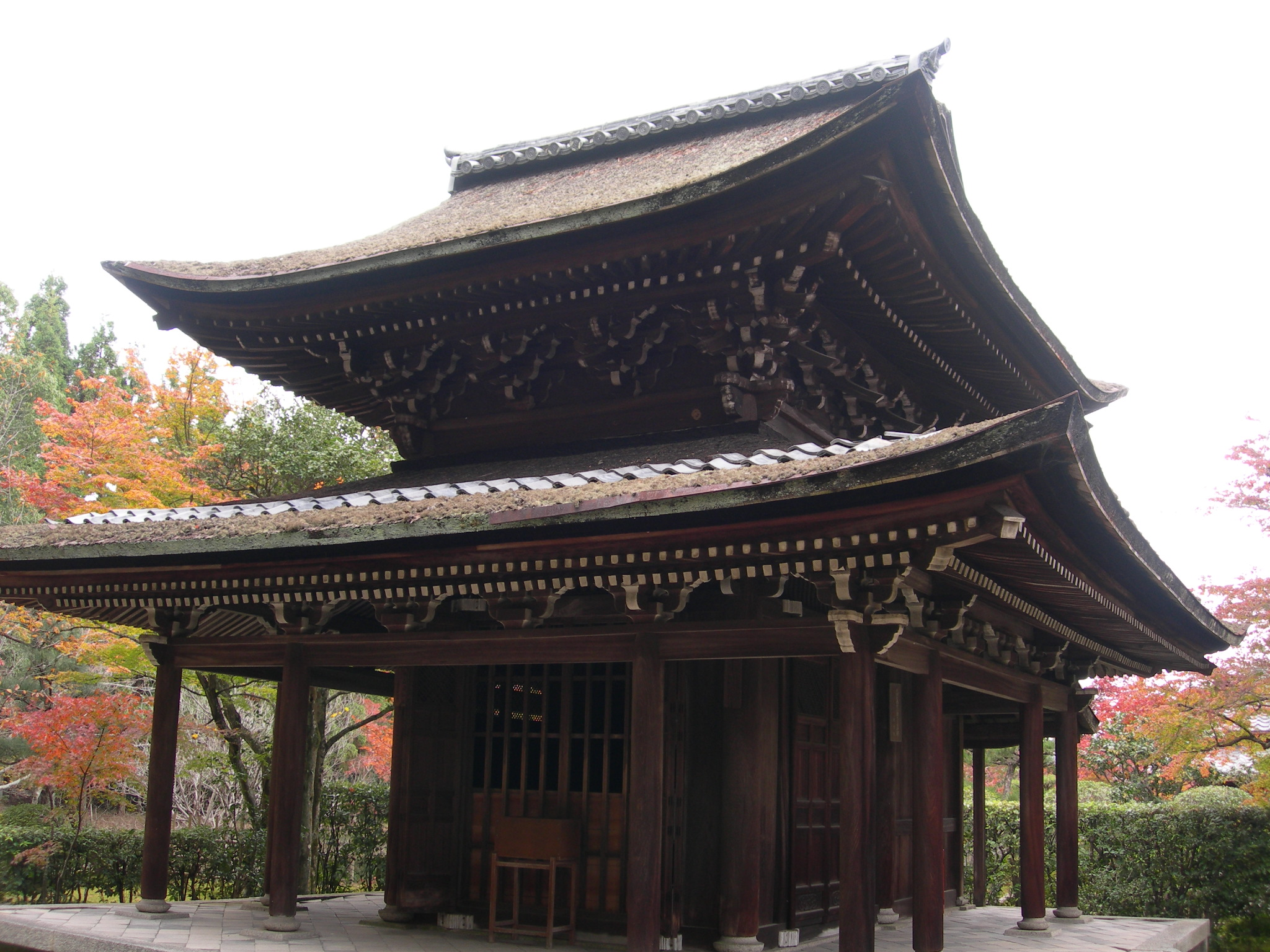
開山堂

## 文化財

### 重要文化財
- 本堂
- 酬恩庵（建造物） 6棟
  - 方丈及び玄関（2棟）
  - 庫裏
  - 東司
  - 浴室
  - 鐘楼
- 木造一休和尚坐像
- 絹本著色一休和尚像
- 後花園天皇宸翰女房奉書 菅宰相宛 文安六年四月十七日（1449年）

### 国指定名勝
- 酬恩庵庭園 - 方丈庭園と虎丘庭園からなる。方丈庭園は松花堂昭乗、佐川田喜六、石川丈山の合作といわれている。三面よりなる江戸時代の禅院枯山水庭園で、南庭は白砂の大海をあらわしたもの。東庭は十六羅漢の様子をあらわしたもの。北庭は枯滝落水の様子をあらわした蓬莱庭園。虎丘庭園は虎丘庵周囲にある室町時代の禅院枯山水庭園で、作者は茶祖珠光と伝えられている。

### 京都府指定有形文化財
- 虎丘庵
- 総門
- 中門
- 一休宗純関係資料
- 絹本著色南浦紹明像
- 絹本著色一休宗純像
- 絹本著色一休宗純像（朱太刀像）
- 酬恩庵方丈障壁画 狩野探幽筆 43面（附 紙本墨画太湖石図 原在中筆2面、紙本金地著色梅松図2面）（絵画） - 2024年（令和6年）3月29日指定[2]。

### 京都府登録有形文化財
- 木造大応国師坐像

### 京都府暫定登録有形文化財
- 絹本著色釈迦十六善神像
- 絹本著色仏涅槃図
- 絹本著色仏涅槃図
- 絹本著色松源崇獄像（応仁三年一休宗純の賛がある）
- 絹本著色宗峰妙超像（一休宗純の賛がある）
- 絹本著色宗峰妙超像（寬正二年一休宗純の賛がある）
- 絹本著色徹翁義亨像（一休宗純の賛がある）
- 絹本著色言外宗忠像（一休宗純の賛がある）
- 絹本著色華叟宗曇像（自賛がある）
- 絹本著色没倫紹等像

### 京都府暫定登録史跡
- 酬恩庵（一休寺）境内

### その他の文化財
- 一節切 - 伝一休宗純所用。小型の尺八の一種で、竹の節を一つだけ残すためにこの名である。
- 朱漆塗印箱 - 伝一休宗純所用と伝える印章入れ。

## 年中行事
- 一休善哉の日 - 1月の最終日曜日。1月1日生まれの一休宗純にちなみ、一年の誓いの言葉を絵馬に記し奉納する。
- 涅槃会 - 3月15日。釈迦の命日の法要。涅槃図の公開。
- 花まつり - 5月大型連休期間中の一日。釈迦の誕生日の法要。甘茶がふるまわれる。
- 曝涼（観音三十三身図特別公開） - 8月15・16日。原在中が描いた「観音三十三身図」の掛軸の公開。
- 薪能 - 9月仲秋の名月前後。方丈にて薪能が行われる。
- 開山忌 - 一休宗純の命日の法要。

## 所在地・アクセス
- 京都府京田辺市薪字里ノ内102
- 近鉄京都線新田辺駅、JR片町線（学研都市線）京田辺駅/松井山手駅から京阪バス66A、66B号経路「一休寺」バス停下車徒歩4分。64号経路「一休寺道」バス停下車徒歩5分。
- 京阪本線石清水八幡宮駅から京阪バス八幡田辺線74、74A、74B、75C号経路「一休寺道」バス停下車徒歩5分。
- 京都駅からダイレクトエクスプレス直Q京都号「一休寺」バス停下車徒歩4分。

各アクセスは一休寺ホームページに詳しく書かれている。(一休寺HP参考)

## その他

### 一休寺納豆
約500年前一休が宋からの製法をもとに伝授した。糸引き納豆と違い麹菌を使用して発酵させた塩辛い納豆で寺納豆と呼ばれアミノ酸も豊富な保存食である。夏の暑い日に仕込みをしてそれから一年間天日干しにして完成させる。今も代々伝えられ住職の手により作られている。

### 一休と茶道
茶は元来鎌倉時代より日本に伝わるが、当庵の前身妙勝寺の開山南浦紹明が禅堂の茶の作法を宋より日本にもたらした。それを一休が村田珠光に教え、武野紹鴎、千利休に伝わって現在の茶道が完成された。珠光と茶の出会いは、坐禅の時睡気をもよおすので、睡気ざましに茶を用いたのが初めといわれている。一休は珠光に宋の趙州和尚の喫茶去の公案を与えた。また一休は珠光に宋の圜悟克勤の墨蹟を贈った。これが茶道に用いられた墨蹟の最初である。

### 障壁画保存とデジタル再製画化
2009年（平成21年）5月から境内整備事業の一環として劣化が進んでいた方丈の障壁画（狩野探幽による障壁画43面、原在中による障壁画4面）のデジタル再製画化を伝統文化財保存研究所の石川登志雄監修、大日本印刷制作で行った。原画を非接触型高精細スキャナーで取り込みデジタルデータ上で劣化などによる汚れや破損部分を修復し、大日本印刷が独自開発したデジタル再製画化専用の和紙・印刷機・インクを使い再現され2010年（平成22年）4月15日から一般公開されている。原画は劣化を防ぐため境内の収蔵庫に保存されている。